# Aureliano
Lucio Domicio Aureliano (en latín, Lucius Domitius Aurelianus Augustus; 9 de septiembre de 214‑septiembre/octubre de 275), emperador romano (270‑275), fue uno de los «soldados-emperadores» notablemente exitosos conocidos como los emperadores ilirios, que ayudaron al Imperio romano a recuperar su poder y prestigio durante la última parte del siglo III y comienzos del siglo IV.
Durante su reinado, derrotó a los alamanes, godos y vándalos y el Imperio fue reunificado íntegramente después de quince años de rebelión que habían llevado a la pérdida de dos tercios de su territorio en favor de dos estados separatistas: el Imperio de Palmira en Oriente y el Imperio Galo en Occidente. También fue el responsable de la construcción de las murallas aurelianas en Roma y del abandono definitivo de la provincia romana de Dacia. Sus éxitos marcaron el fin de la crisis del siglo III en el Imperio, llegando a ser nombrado como Restitutor Orbis («Restaurador del Mundo»).

## Primeros años
Aureliano nació en Dacia ripensis o Sirmio (ahora Sremska Mitrovica, Serbia), Eutropio  dice que nació en Dacia. La Historia Augusta  defiende el nacimiento en Sirmio o Dacia, pero narra también orígenes en Mesia; Aurelio Víctor  dice que nació entre Dacia y Macedonia. Hijo de una familia de provincias poco conocida, su padre era arrendatario de un senador de nombre Aurelio, que dio su nombre a la familia. Aureliano probablemente se unió al ejército en 235, con veinte años de edad. De su juventud se sabe poco ya que se supone que las historias documentadas en la Historia Augusta son de muy dudosa credibilidad. Estaba casado con Ulpia Severina, de quien se conocen muy pocos datos, y se sabe que tenía una hija.
Se distinguió militarmente durante la tumultuosa época de mediados de siglo. Sus éxitos como comandante de infantería lo acercaron al entorno del emperador Galieno. Aureliano sirvió como general en varias guerras, lo cual lo convirtió en un hombre de confianza y dux equitum (comandante de caballería) del ejército del emperador. En 268, su caballería derrotó de forma aplastante a la poderosa caballería goda en la batalla de Naissus. No está clara la cronología, por lo que no resulta claro si durante dicha batalla gobernaba todavía el emperador Galieno o si este había sido ya asesinado y había tomado el mando el emperador Claudio II Gótico. En cualquier caso, en un momento dado Galieno viajó a Italia para enfrentarse a Aureolo, un antiguo general suyo que ahora intentaba usurparle el trono. Galieno logró poner en fuga a Aureolo y perseguirlo hasta Mediolanum (moderna Milán), tras lo cual comenzó un asedio a la ciudad. Sin embargo, durante el asedio el emperador fue asesinado. Según una fuente, Aureliano participó en el asesinato de Galieno (268), y apoyó a Claudio II en su ascenso al trono.
Claudio II fue aclamado emperador por los soldados en las afueras de Mediolanum. El nuevo emperador ordenó inmediatamente al Senado la deificación de Galieno, en lo que parecería un primer movimiento para alejarse políticamente del magnicidio. Siguió distanciándose de los autores materiales del mismo ordenando la ejecución de todos aquellos relacionados directamente con los hechos. Por otro lado, Aureolo seguía bajo asedio en Milán y, aunque intentó la reconciliación con el nuevo emperador, Claudio se negó y lo hizo matar; también en este caso existe alguna fuente que implica a Aureliano en los hechos. Durante el reinado de Claudio, Aureliano fue promocionado rápidamente: recibió el mando de la caballería de élite de Dalmacia, y pronto alcanzó el mando supremo de toda la caballería, el mismo cargo que ocupaba el propio Claudio antes de ser aclamado emperador.
Sin embargo, la guerra contra Aureolo y la consiguiente concentración de fuerzas en Italia permitió que los alamanes atravesaran el Limes Germanicus por el Danubio superior. Marcharon por Recia y a través de los Alpes sin oposición, para después entrar en el norte de Italia y dedicarse al saqueo. A comienzos del año 269 el emperador Claudio marchó con Aureliano al norte a enfrentarse con los alamanes, a los que infligieron una decisiva derrota en la batalla del lago Benaco. Mientras se encontraban terminando con el enemigo derrotado, llegaron noticias de los Balcanes que informaban de ataques a gran escala de hérulos, godos, gépidos y bastarnos. Claudio envió inmediatamente a Aureliano a la zona para contener la invasión lo mejor posible hasta que él llegara con el ejército principal. Los godos asediaban Tesalónica cuando tuvieron noticia de la aproximación del emperador, lo que los obligó a abandonar el asedio y saqueo del norte de Macedonia. Aureliano los interceptó con la caballería dalmacia y logró una serie de victorias en pequeñas escaramuzas, en las que mató hasta unos tres mil enemigos. Después, continuó hostigándolos y empujándolos hacia Mesia Superior, el lugar en el que Claudio había reunido a su ejército. La subsiguiente batalla no fue decisiva: se detuvo el avance de los godos pero los romanos sufrieron muchas bajas. Claudio no podía arriesgarse a una segunda batalla campal, por lo que preparó una emboscada que tuvo éxito, al morir miles de sus enemigos. Sin embargo, la mayoría de los godos escaparon y comenzaron a retirarse hacia el sur, por el camino por el que habían llegado, y Aureliano pasó el resto del año hostigándolos con su caballería. Con los godos estancados en territorio romano y sin provisiones, Aureliano percibió la desesperación del enemigo y lanzó un ataque con la totalidad de la caballería, el cual los diezmó y obligó a los supervivientes a huir a Tracia. Allí, llegaron hasta las montañas Haemus, en las que se vieron rodeados y estuvieron a punto de rendirse, pero lograron en un momento dado romper las líneas enemigas y escapar: al parecer el emperador ignoró un aviso, puede que de Aureliano, y mantuvo consigo a la caballería, enviando tan sólo a la infantería a parar a los godos. Estos lograron matar a muchos soldados romanos y su victoria solamente se vio interrumpida cuando Aureliano cargó finalmente con la caballería. Sin embargo, los godos lograron huir y seguir su marcha por Tracia.
En la primavera de 270 la situación seguía igual, con el ejército romano siguiendo de cerca la marcha de los godos. Sin embargo, estalló una plaga de efectos devastadores que se propagó por los Balcanes y mató a muchos soldados de ambos ejércitos. El propio emperador cayó enfermo y tuvo que volver a los cuarteles de Sirmio, para lo cual dejó a Aureliano al cargo de las operaciones contra los godos. Este aprovechó su caballería para dividir a los godos en pequeños grupos que eran más fáciles de derrotar. Para finales del verano los godos habían sido derrotados totalmente: todos los supervivientes fueron despojados del botín acumulado y se los obligó a servir en el ejército romano o a asentarse como colonos en las regiones fronterizas. Sin embargo, Aureliano tuvo poco tiempo para disfrutar la victoria, puesto que a finales de agosto llegó la noticia de que el emperador Claudio había fallecido.

## Ascenso al poder
Tras la muerte de Claudio se produjo una nueva lucha por la sucesión. El Senado romano apoyó como sucesor a Quintilo, hermano de Claudio. Sin embargo, en una situación típica de la Crisis del siglo III, el ejército no apoyó al mismo candidato que el Senado, prefiriendo apoyar a uno de sus propios comandantes: las legiones de Sirmio que comandaba Aureliano lo proclamaron emperador en septiembre de 270. Con un poder militar mucho más fuerte que el del otro pretendiente al trono, Aureliano se dirigió a Roma para asegurar su nombramiento como emperador. Aureliano derrotó a las tropas de Quintilo y, tras la muerte de este, fue reconocido emperador por el Senado. Existe una historia que defiende que Aureliano fue elegido por Claudio como sucesor en su lecho de muerte, si bien ésta puede descartarse como propaganda. Más tarde, probablemente en 272, Aureliano situó su propio dies imperii en el día de la muerte de Claudio, con lo que consideraba implícitamente a Quintilo como un usurpador.
Con su base de poder asegurada, Aureliano volvió su atención a los más graves problemas de Roma: recuperar los vastos territorios perdidos en las dos décadas precedentes, y reformar la res publica.

## Conquistador y reformista

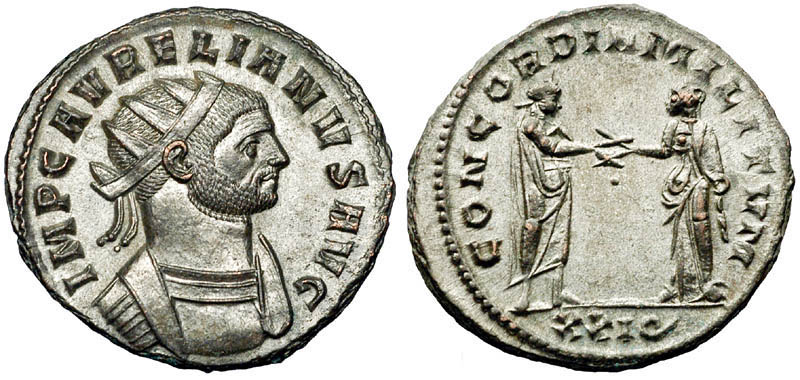
Aureliano fue un comandante militar, y durante su reinado intentó mantener la fidelidad de los soldados. Esta moneda celebra la CONCORDIA MILITVM, «concordia de los militares» o, en otras palabras, la armonía entre el emperador y los soldados.

En 248, el emperador Filipo el Árabe había celebrado el milenio de la ciudad de Roma con grandes y caras ceremonias y juegos, y el Imperio había dado una prueba tremenda de confianza en sí mismo. En los años siguientes, sin embargo, el Imperio tuvo que aguantar una tremenda presión de enemigos externos, mientras que, al mismo tiempo, peligrosas guerras civiles amenazaban al Imperio desde dentro, con un gran número de usurpadores debilitando la fuerza del Estado. También la base económica del Estado, la agricultura y el comercio, sufrían las perturbaciones causadas por la inestabilidad política y militar. Para colmo, una grave epidemia atravesó el Imperio alrededor del año 250, disminuyendo en gran medida los recursos humanos tanto para el ejército como para la agricultura.
Como resultado de todas estas catástrofes, el Imperio no se encontraba en condiciones de soportar el golpe moral que supuso la captura del emperador Valeriano en 260 por el rey persa Sapor I: las provincias orientales encontraron a sus propios protectores en los gobernantes de la ciudad de Palmira, en Siria, cuya autonomía creció hasta formarse el Imperio de Palmira, una entidad separada del Imperio romano, que defendió Oriente con éxito frente a la amenaza persa. En occidente, las provincias occidentales ubicadas al oeste del limes del Rin se separaron también, formando un tercer Estado autónomo dentro de los territorios del Imperio romano, que es actualmente conocido como el Imperio Galo. Por último, el emperador, en Roma, estaba demasiado ocupado con las amenazas interiores a su poder y con la defensa de Italia y los Balcanes como para poder hacer nada. Esta era la situación a la que se enfrentaron Galieno y Claudio II, y esos eran los mismos problemas a los que Aureliano tenía que enfrentarse a comienzos de su gobierno.

### Reunificación del Imperio romano

El Imperio romano en el año, antes de las reconquistas del Imperio de Palmira y el Imperio galo por Aureliano: en verde el Imperio galo y en amarillo el Imperio de Palmira. En rojo aparece el territorio todavía controlado por el emperador de Roma.

Las primeras acciones del nuevo emperador se dirigieron al fortalecimiento de su propia posición en sus territorios. Tras subir al trono, Aureliano tuvo que continuar con los conflictos bélicos que comenzaron en la época de Claudio II. Pudo terminar en un plazo breve la guerra contra los godos y, a finales del 270, Aureliano lanzó una campaña militar en el norte de Italia contra los jutungos, sármatas y vándalos que constantemente intentaban cruzar el Danubio. Aureliano pudo cortar y derrotar varias de estas invasiones, expulsándolos del territorio romano. Para conmemorar estas victorias, Aureliano recibió el título de Germanicus Maximus.
La autoridad del emperador fue desafiada por varios usurpadores —Septimio, Urbano, Domiciano y la rebelión de Felicísimo— quienes intentaron explotar el sentimiento de inseguridad del Imperio y la abrumadora influencia de los ejércitos en la política romana. Aureliano, siendo un comandante experimentado, era consciente de la importancia del ejército, y su propaganda, conocida a través de sus monedas, muestra que deseaba el apoyo de las legiones.

#### Derrota de los alamanes
Sin embargo, el problema de los bárbaros del norte todavía no había acabado. En 271, los alamanes se desplazaron en dirección a Italia, entrando en la llanura del Po y saqueando los pueblos de la región. Cruzaron el río Po, ocuparon Placentia (la actual Piacenza) y marcharon hacia Fano. Aureliano, que estaba en Panonia controlando la retirada de los vándalos, rápidamente volvió a Italia, pero su ejército fue derrotado en una emboscada cerca de Placentia (enero de 271). Cuando las noticias de la nueva derrota llegaron a Roma, se produjo el pánico ante la inminente llegada de los bárbaros, pero Aureliano atacó a los alamanes acampados cerca del río Metauro, derrotándolos en la batalla de Fano, y forzándolos a cruzar de nuevo el río Po. Aureliano los derrotó definitivamente en Pavía, acción que le valió el reconocimiento a través del título Germanicus Maximus. Sin embargo, la amenaza de los bárbaros se había convertido en una realidad demasiado habitual, por lo que Aureliano decidió fortalecer Roma con la construcción de una muralla, la Muralla Aureliana, para protegerla de los ataques bárbaros. Sería la primera muralla construida en Roma desde la Muralla Serviana. Las obras empezaron en 271 y se terminaron bajo el mandato de Probo.

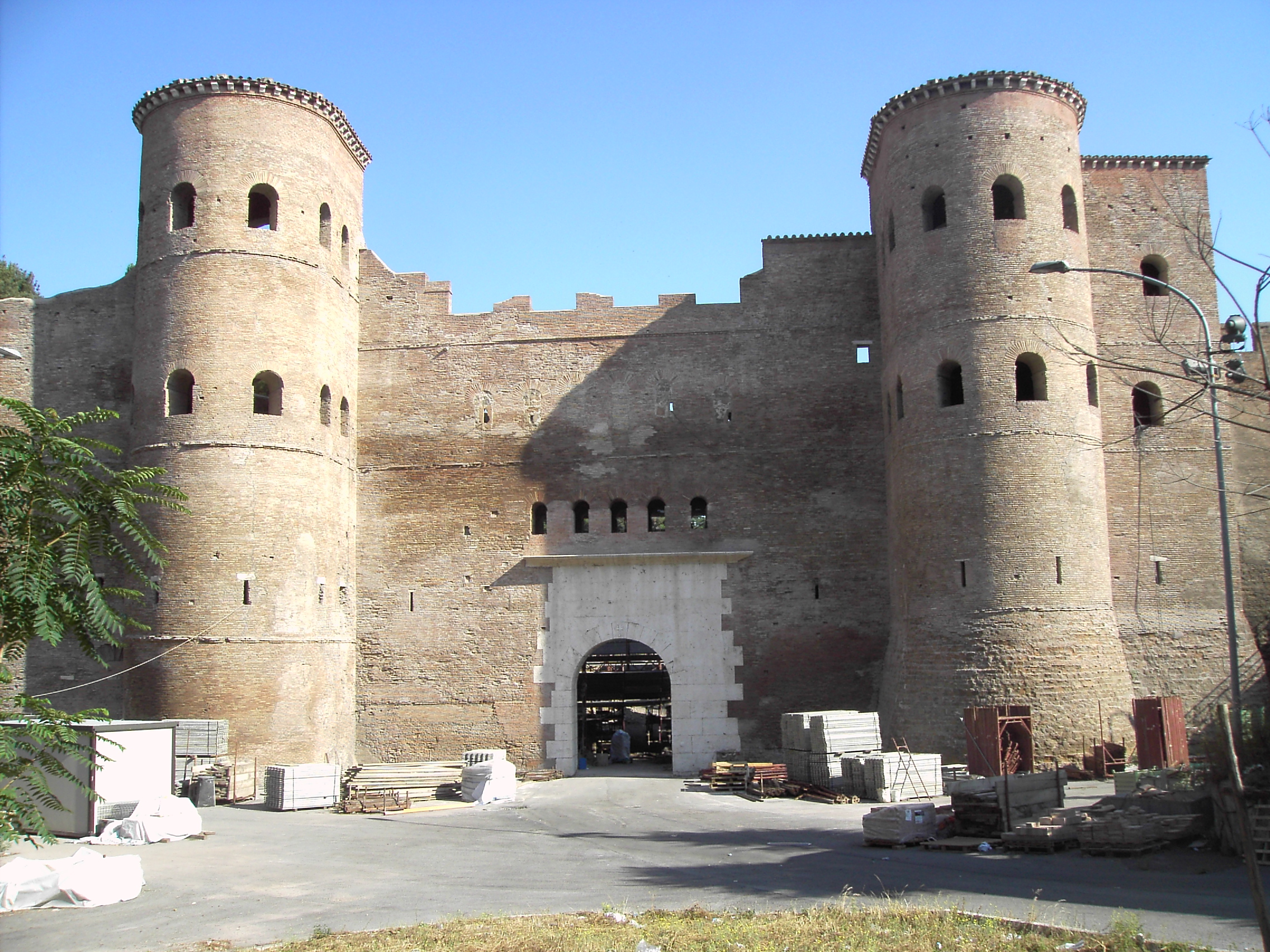
La Porta Asinara, una puerta en la muralla aureliana.

El emperador guio a sus tropas hasta los Balcanes, donde derrotó y aplastó a los godos más allá del Danubio, asesinando al líder godo Canabaudo, y asumiendo el título de Gothicus Maximus. Sin embargo, decidió abandonar la provincia de Dacia, en la expuesta ribera septentrional del Danubio, que era demasiado difícil y cara de defender. Reorganizó una nueva provincia de Dacia al sur del Danubio, dentro de la anterior Mesia, llamada Dacia Ripensis, con Serdica como capital.

#### Conquista del Imperio de Palmira

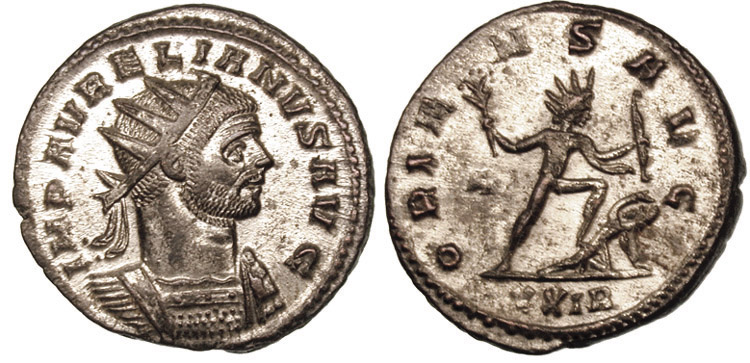
Aureliano, personificación del Sol, derrota al Imperio de Palmira, y celebra ORIENS AVG, el Sol Naciente Augusto.

En 272, Aureliano dirigió su atención a las provincias orientales del Imperio, gobernadas por el «Imperio de Palmira», que era gobernado por la reina Septimia Zenobia desde la ciudad de Palmira. Zenobia había construido su propio imperio, llegando a controlar desde Egipto hasta Asia Menor, abarcando Siria-Palestina, Egipto y amplios territorios en Asia Menor. En un principio, Aureliano había sido reconocido formalmente como emperador, mientras que Vabalato, el hijo de Zenobia, recibía los títulos de rex e imperator (rey y comandante supremo), pero Aureliano decidió invadir las provincias orientales en cuanto se sintió lo suficientemente fuerte para hacerlo.
Los romanos casi no encontraron resistencia en Asia menor; todas las ciudades salvo Bizancio y Tiana se rindieron oponiendo escasa resistencia. La caída de Tiana dio lugar a una leyenda: Aureliano hasta entonces había destruido cada ciudad que se le había resistido, pero no hizo lo mismo con Tiana después de tener una visión del gran filósofo del siglo I Apolonio de Tiana, a quien respetaba muchísimo, en un sueño. Apolonio le rogó, diciendo: «Aureliano, si deseas gobernar, ¡abstente de la sangre del inocente! Aureliano, si conquistas, ¡sé misericordioso!» Por la razón que fuera, Aureliano contuvo cualquier represalia sobre la ciudad de Tiana. Esta acción dio buenos resultados a su causa, dado que muchas más ciudades se sometieron al ver que el emperador no buscaría ningún tipo de venganza.
Aureliano pudo ganar las únicas tres batallas importantes cerca de Inmae, Emesa y Palmira. Durante el asedio de Palmira, Zenobia intentó huir a Persia pero fue descubierta y capturada por los romanos. El «Imperio de Palmira» ya no existía. Al final, Zenobia y su hijo fueron capturados y se vieron obligados a caminar en las calles de Roma durante su triunfo. En los meses posteriores hubo varios levantamientos en los territorios ocupados que fueron sofocados por Aureliano sin piedad. Después de un breve choque con los persas y otro en Egipto contra el usurpador Firmo, se vio obligado a regresar a Palmira en 273 cuando la ciudad se rebeló de nuevo. Esta vez, Aureliano permitió a sus soldados saquear la ciudad y Palmira nunca llegaría a recuperarse del desastre. Tras estas victorias Aureliano recibiría más títulos honoríficos: Parthicus Maximus y Restitutor Orientis («Restaurador del Este»).
En el curso de estas conquistas Aureliano recuperó la rica provincia de Egipto. Se sabe que Aureliano saqueó y destruyó completamente el Bruchión, el barrio real de Alejandría, en el que se ubicaba históricamente la famosa biblioteca de Alejandría, por lo que es posible que ésta fuese destruida en el curso de esta rebelión. En cualquier caso, el momento exacto de la destrucción de la biblioteca no está claro, y existen teorías que ubican ese momento desde el incendio en la época de Julio César hasta la época arábiga.

#### Conquista del Imperio galo
En 274, Aureliano se preparó para recuperar el Imperio galorromano, que ya había perdido varios territorios, como Hispania, a manos de Claudio II. Si bien las fuentes son confusas, parece ser que tuvo lugar una batalla decisiva en Châlons-sur-Marne, en la que el ejército de Tétrico fue aplastado por el de Aureliano. En marzo de 274, tanto Tétrico como su hijo se habían rendido a Aureliano. Sin embargo, las fuentes son confusas porque existen otras historias, puede que propaganda imperial posterior, que declaran que Tétrico había aceptado rendirse a Aureliano a cambio de su vida, si bien debía traicionar a su ejército antes de la batalla. Tétrico buscaría con ello escapar de las constantes amenazas de levantamientos en sus propias filas. Según esta versión, su ejército habría continuado luchando a pesar de la deserción de Tétrico. Incluso se dice que Tétrico citó a Virgilio en una carta a Aureliano, en la que decía eripe me his, invicte, malis (‘rescátame invicto de estos problemas’). Finalmente el Imperio galo fue reintegrado en el Imperio romano en el año 274.
Tras sus victorias militares, Aureliano organizó una marcha triunfal en Roma. Tétrico y Zenobia fueron expuestos como cautivos para demostrar la fuerza recuperada del imperio. Tras un breve período de cautividad Tétrico fue puesto en libertad y desempeñó altos cargos en la magistratura romana, según fuentes literarias, Tétrico fue nombrado corrector Lucaniae et Bruttiorum, lo que significaba que era gobernador de una región del sur de Italia.
Aureliano volvió a Roma, en donde recibió de manos del Senado su último título honorífico, Restitutor Orbis («Restaurador del Mundo»), como reconocimiento por haber sido capaz de reunificar el imperio. En cuatro años Aureliano había sido capaz de rescatar al imperio de sus peores momentos en la crisis del siglo III: había asegurado las fronteras del Imperio y lo había reunificado.

### Reformas
Aureliano fue un emperador reformista, e implementó reformas importantes entre las que se incluían reformas económicas y religiosas. También restauró muchos edificios públicos, reorganizó la administración de las reservas de comida, fijó precios de los bienes más importantes, y persiguió la corrupción entre los cargos públicos.

#### Reforma religiosa
Aureliano fortaleció la posición del dios del Sol, Sol Invictus, como la principal divinidad del panteón romano. Su intención era dar a todos los pueblos del Imperio, civiles o soldados, occidentales u orientales, un solo dios en quien ellos podrían creer sin traicionar a sus propios dioses. El centro del culto fue un nuevo templo, construido en 271 en Campus Agrippae en Roma, con grandes decoraciones que fueron financiadas con el botín obtenido del Imperio de Palmira. Aureliano no persiguió a otras religiones. Sin embargo, durante su breve reinado, parecía seguir el principio de «un dios, un Imperio», idea que más tarde adoptó completamente el emperador Constantino el Grande. En algunas monedas, aparece con el título deus et dominus natus («dios y señor nato»), título que más tarde sería adoptado también por Diocleciano. Lactancio argumenta que Aureliano habría prohibido adorar a todos los demás dioses si hubiera tenido tiempo suficiente para hacerlo.
Es conocida, por otra parte, la intervención de Aureliano en algunas disputas entre los cristianos de Antioquía relativas a distintas herejías. Era normal que las disputas religiosas apelaran finalmente al juicio del emperador como última instancia, si bien resulta llamativo que los cristianos, que habían sido perseguidos recientemente por el estado, durante el gobierno de Valeriano, recurrieran finalmente al emperador para solventar este tipo de cuestiones. Estos indicios hacen pensar que es poco probable que Aureliano, de haber gobernado más tiempo, se hubiera convertido en perseguidor de los cristianos.

#### Rebelión de Felicísimo y reforma monetaria
Durante el reinado de Aureliano tuvo lugar la única revuelta registrada de los acuñadores de moneda. El rationalis Felicísimo, un acuñador de Roma, se rebeló contra Aureliano. La revuelta parece haber sido causada por el hecho de que los acuñadores, y Felicísimo el primero de ellos, estaban acostumbrados a robar parte de la plata utilizada para la acuñación de las monedas y producir monedas de calidad inferior a la exigida. Aureliano quería eliminar esta práctica, y sometió a juicio a Felicísimo. El rationalis incitó a los acuñadores a rebelarse: la rebelión se extendió por las calles, incluso aunque parece que Felicísimo murió rápidamente, posiblemente ejecutado. La rebelión de Palmira en Egipto probablemente había reducido el abastecimiento de cereal a Roma, haciendo que cundiera la desafección entre la población respecto al emperador. Este levantamiento fue apoyado incluso por algunos senadores, probablemente aquellos que habían apoyado la elección de Quintilo, y así tenían algo que temer de Aureliano.
Aureliano suprimió la revuelta con la ayuda militar, ordenando a las cohortes urbanas, reforzadas por algunas tropas regulares del ejército imperial, que atacaran a la masa rebelde: la batalla resultante, que tuvo lugar en la Colina de Celio, marcó el final de la revuelta, aunque a un alto precio y algunos historiadores dan la cifra, probablemente exagerada, de siete mil víctimas mortales en ambos bandos. La mayor parte de los rebeldes fueron ejecutados, incluyendo a algunos de rango senatorial. La ceca de Roma fue cerrada temporalmente, y la creación de otras cecas hizo que la principal ceca del Imperio perdiera su hegemonía.
Su reforma monetaria incluyó la introducción del antoniniano que contenía un 5 % de plata. Este tipo de moneda de mayor calidad hizo recuperar algo de la confianza de los ciudadanos en el sistema monetario. Los antoninianos llevaban la marca XXI o su forma en numerales griegos KA, que significa que veinte de tales monedas contenían la misma cantidad de plata que el antiguo denario. Considerar que esto era una mejora en relación con la situación precedente da una idea de la severidad de la situación económica a la que se enfrentaba Aureliano y de la devaluación que había sufrido la moneda en relación con el valor del metal con la que estaba fabricada. El emperador luchó por reintroducir una nueva moneda «buena» retirando todas las antiguas monedas «malas» anteriores a sus acuñaciones. Se aprovechó del dinero recaudado en las provincias recuperadas que fluía a las arcas estatales. Con esta fuerza financiera pudo atacar la corrupción omnipresente. También reformó las leyes sobre comercio y agricultura ayudando a recuperar estos sectores.

## Su muerte
En 275, Aureliano marchó hacia Asia Menor, a fin de preparar otra campaña contra el Imperio Sasánida: la muerte en rápida sucesión de los reyes Sapor I en 272 y Ormuz I en 273, y la subida al poder del débil rey Bahram I, suscitó la posibilidad de atacar dicho imperio. De camino, el emperador sofocó una revuelta en la Galia —posiblemente contra Faustino, un oficial o un usurpador del antiguo trono de Tétrico I— y derrotó a los merodeadores bárbaros en Vindelicia (Germania).
Sin embargo, Aureliano nunca llegaría a Persia, pues fue apuñalado mientras esperaba en Tracia para pasar a Asia Menor. Como administrador, Aureliano era famoso por ser muy estricto e impuso severos castigos a oficiales o soldados corruptos. Un secretario de Aureliano, llamado Eros por Zósimo, había mentido en un asunto menor. Atemorizado por lo que el emperador pudiera hacerle, decidió falsificar un documento que contenía una lista de nombres de altos mandos del ejército que supuestamente el emperador habría señalado para ser ejecutados, y la filtró a sus colaboradores. El notarius Mucapor y otros oficiales de alto rango de la Guardia Pretoriana, temiendo ser ejecutados por el emperador, lo asesinaron en septiembre u octubre de 275, en Cenofrurio, Tracia (actual Turquía).
Los enemigos de Aureliano en el Senado consiguieron brevemente declarar la damnatio memoriae del emperador, pero esta decisión sería revocada antes de fin de año y Aureliano, como su predecesor Claudio II, fue deificado como Divus Aurelianus. Existen evidencias que apoyan la posibilidad de que Ulpia Severina, esposa de Aureliano y augusta desde 274, gobernase el imperio en su propio nombre durante algún tiempo después de su muerte. Las fuentes indican que hubo un interregnum entre la muerte de Aureliano y la elección de Marco Claudio Tácito como su sucesor. Además, parece que algunas de las monedas de Ulpia fueron acuñadas después de la muerte de Aureliano.

## Legado
El corto reinado de Aureliano sirvió para reunificar un Imperio fragmentado al mismo tiempo que salvaba a Roma de las invasiones bárbaras que habían llegado hasta la propia Italia. Su muerte impidió la plena restauración de la estabilidad política y de una dinastía duradera que pudiera acabar con el ciclo de asesinatos de emperadores y guerra civil que marcó este período. A pesar de ello, el reinado de Aureliano permitió al Imperio atravesar un período muy crítico en su historia y sin él, es posible que no se hubiera sobrevivido a las invasiones y a la fragmentación de la década en la que reinó. Veinte años más tarde el reinado de Diocleciano restauraría plenamente la estabilidad política y económica del Imperio, acabando definitivamente con la crisis del siglo III. La mitad occidental sobreviviría otros dos siglos mientras que el imperio oriental se prolongaría durante otro milenio.